# Bayt Jibrin
Bayt Jibrin o Beit Jibrin (àrab: بيت جبرين, Bayt Jibrīn) fou una vila palestina situada 13 km al nord-oest d'Hebron. El 1945 la població era de 2.430 habitants.

## Història
Els primers habitants foren cananeus. A l'Antic Testament la vila és anomenada Mareixà i fou destruïda pels parts el 40 aC (les excavacions han posat a la llum aquesta ciutat). Els horites que la poblaven, atacats pels edomites, s'havien refugiat en coves i la paraula "Ciutat dels homes de les coves" en hebreu es va deformar a Eleutheropolis que li va donar l'emperador Septimi Sever quan li va conferir el ius italicum (any 200). Sota domini romà, Flavi Josep l'esmenta com a Begabri i Claudi Ptolemeu com Betograbi, el mateix nom que apareix a la Taula de Peutinger. Fou declarada colònia romana i esdevingué un centre administratiu amb el nom d'Eleutheròpolis; el nom indígena era Beth Gebrim, que al llarg dels segles apareix com a Bethgobelin o Gibelin.
Per la història antiga vegeu Eleutheròpolis.
Conquerida vers el 634 per Amr ibn al-As i fou cap d'un districte al djund militar de Palestina i estació comercial en la ruta cap a Jerusalem i Gaza. Segons el monjo Esteve de Mar Saba, fou destruïda el 796 en el marc de lluites intertribals àrabs, però es va poder recuperar.
El croats la van conquerir i destruir el 1099 i el 1134 hi van construir una fortalesa (Gibelin) que fou posada en mans dels cavallers Hospitalaris, que tenia per objecte controlar expedicions musulmanes principalment vingudes d'Ascaló. El 1187 fou reconquerida per Saladí i el castell destruït. La ciutat fou retornada als croats el 1191 i fou possessió d'Enric II de Xampanya en feu del regne de Jerusalem. Fou conquerida pels aiúbides el 1244. Sota els mamelucs (després de 1283) va continuar sent una fortalesa depenent directament del naib de Gaza a la marca costanera de la província de Damasc. El 1516 va passar als otomans i fou part de la nàhiya o subdistricte d'Hebron, al liwà de Gaza; el 1552 el castell croat fou reconstruït. Al segle xix va estar sota control de la família al-Azza, que es van voler rebel·lar contra la Sublim Porta i no va voler pagar les taxes el 1840; aliats al clan Amr d'Hebron van lluitar contra els otomans (1840-1846) però l'afer va acabar amb la captura del xeic Muslim al-Azza i el cap dels Amr, i altres líders locals que foren exiliats durant uns deu anys. El 1855 la zona d'Hebron, incloent Bayt Djibrin, tornava a estar revoltada i el paixà del sandjak de Jerusalem, Kibrishli Mehmed Kamil Pasha va atacar la zona (juliol de 1855) i va derrotar el rebels ordenant als xeics presentar-se al seu campament i amb la mediació britànica (el cònsol James Finn) es va acabar la lluita i els xeics van fer jurament de fidelitat al paixà. Uns anys després Muslim al-Azza fou acusat de traïció i portat a Xipre on fou executat (abans del 1864). La ciutat va perdre importància al llarg del segle a causa de les guerres, les epidèmies i els atacs de beduïns, i al començament del segle xx era només un llogaret de menys de mil habitants.
Fou ocupada pels britànics el 1917. Sota mandat britànic (1920) fou centre d'un subdistricte del districte d'Hebron. La població era totalment àrab. Al pla de partició de 1947 va quedar dins els territoris àrabs però fou ocupada pels israelians el 1948 i els seus habitants van fugir cap a l'est. El 1949 s'hi va establir el quibuts de Beit Guvrin.